# Orapa Airport
Orapa Airport är en flygplats i Botswana.   Den ligger i distriktet Central, i den centrala delen av landet, 400 km norr om huvudstaden Gaborone. Orapa Airport ligger 944 meter över havet.
Terrängen runt Orapa Airport är platt. Trakten runt Orapa Airport är nära nog obefolkad, med mindre än två invånare per kvadratkilometer.. Närmaste större samhälle är Orapa, 7,9 km sydost om Orapa Airport.
Omgivningarna runt Orapa Airport är i huvudsak ett öppet busklandskap.